# Yun Mi-jin
Yun Mi-Jin, född den 30 april 1983, är en bågskytt från Sydkorea. Hon medverkade vid olympiska sommarspelen 2000 och 2004. Hon har tagit tre guld, därav ett individuellt.